# Chebabius
Chebabius is een geslacht van hooiwagens uit de familie Sclerosomatidae.
De wetenschappelijke naam Chebabius is voor het eerst geldig gepubliceerd door Roewer in 1935. 

## Soorten
Chebabius is monotypisch en omvat slechts de volgende soort:
- Chebabius angulatus